# Liste der Planetarien in Estland
Die Liste der Planetarien in Estland führt Planetarien in Estland auf:
| Stadt   | Name                  |                        |
| ------- | --------------------- | ---------------------- |
| Tartu   | AHHAA Science Center  |                        |
| Narva   | Astri Planetarium     |                        |
| Tallinn | Energia avastuskeskus |                        |
| Valga   | Vaatepiiri            | mobiles Planetarium    |
| Tartu   | Planetarium Tähetorn  | vgl. Sternwarte Dorpat |
| Pärnu   | Pernova Loodusmaja    |                        |